# 面 (朝鮮)
面（ミョン）は、朝鮮の行政区画（行政区分）の一つ。おおむね、日本における村に相当する区分である。
現在、大韓民国の行政区分として郡・市の下に面（ミョン）が置かれている。

## 現在の制度
大韓民国の面は、基礎自治体である郡・市の下に置かれた行政区分の一つ。地方自治団体（郡・市）の行政事務をおこなう単位で、面に自治権はない。面事務所が置かれ、責任者として面長がいる。下部行政区域には里がある。

## 沿革

### 朝鮮王朝時代の面
朝鮮王朝時代の面は、いくつかの集落や村落（里、統）を束ねた行政上の単位である。
本来、地方官庁（郡など）のある邑城から見て東西南北どの方角に位置するかによって呼称されたものであった（面里制）。現在残っている面の名称にも、方角のついたもの（北面、南面など）、方角に上下や遠近をつけたもの（上西面、近東面など）が多いのはこのためである。また、集落・村落を束ねた同様の区画には「坊」（平安道・黄海道）、「社」（咸鏡道）などの名称もあった。
面は16世紀頃に徴税などの単位として使われるようになり、行政区画として機能するようになった。地主・有力者である両班層が、「郷任」と呼ばれる地域の指導者となった。「郷任」の称号には、風憲、約正、都尊位、勧農官などさまざまな種類があった。
1895年、甲午改革にともない、郡・面・里にそれぞれ「郷会」と総称される公共事務機関を編成した。面には「面会」が置かれ、面長（執綱とも言われる）や集落の代表者である洞里長（「尊位」と総称される）などで構成された。従来、在地の両班層が掌握していた地方行政を改め、郷村の自治（洞契・里契）の形を継承しつつ、日本の町村制にならって地方公共事務を担う機関を編成しようとしたものである。しかし1896年に甲午改革は挫折を余儀なくされる。
保護国期の1906年、韓国統監府のすすめた地方官改正によって、道 ― 郡 ― 面 の階層からなる地方行政機構が編成された。両班層が支配していた「郷長」が廃止されるとともに、「面長」が設置された。面長は任命制で住民の中から選ばれ、とくに徴税機能を中心として行政機構が整えられた。
1909年には「地方区域と名称の変更に関する件」によって各種の地域名称が「面」に統一された。

### 日本統治下の面
日本統治期の面は、郡の下に置かれた行政区分の一つ。従来の面を再編したもので、日本の村に相当する。面事務所があり、責任者として任命制の面長がいた。
1910年9月、韓国併合によって朝鮮総督府は大韓帝国の地方制度を引き継ぎ、全土に4322面が置かれていた。「面ニ関スル規定」により面長は判任官待遇とされ、面事務所が設置された。面の職員は面長以下大部分が朝鮮人であった。1914年の府制の施行に伴い、府地域の行政区画は「町・洞」となり、面は郡のみの行政区画となるとともに、既存の面の統廃合が実施された。面が行政機関として強化されるとともに、管下にあった自然集落（洞・里）は行政機能を失うことになった。
1917年に面制が制定され、面は最下級の地方公共団体と位置づけられた。人口の多い面（特に日本人住民が多い面、当初は23面）は総督の指定を受け（こうした面を指定面と呼んだ）、住民代表「相談役」を設けて協議の要素を取り込んだ。こうした指定面には、日本式の「町」がつく地名が多かったほか、面長も日本人が任命された。
1930年に邑面制が公布されて邑が新設された。面は邑とともに法制上は基礎自治体となり、諮問機関として面協議会が置かれた。邑制の新設に伴い、指定面が邑に昇格するとともに、人口の多くなった面は順次邑に昇格するようになった。

### 大韓民国の面
韓国の建国後、1949年7月4日に制定・公布された地方自治法（8月15日施行）によって、面は市・邑とともに基礎自治体となり、面議会が設置され、面長は面議会で選出された。
1960年の第二共和国憲法によって面長の直接公選制が定められたが、1961年の軍事クーデターにともなう「地方自治に関する臨時措置法」によって自治は停止され、面長は郡守による任命制となった。また、基礎自治体が市・郡とされたため、邑・面は自治体としての地位を失った。

### 朝鮮民主主義人民共和国の面
朝鮮民主主義人民共和国では、行政区画の改編によって面は廃止された。市や郡（郡人民委員会）が下部行政区画である里・労働者区を把握する形になっている。